# Warmteterugwinning ventilatie

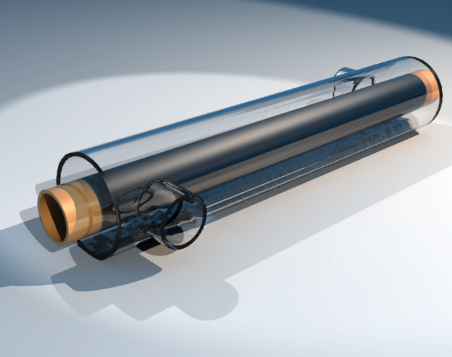
Een voorbeeld van een warmtewisselaar bij warmwaterproductie

Warmteterugwinning is een methode voor hergebruik van warmte uit afvoerlucht en afvoerwater. Deze warmte wordt gebruikt als voorverwarming, bijvoorbeeld voor het voorverwarmen van ventilatielucht of voor warmwaterproductie. Hierbij wordt alleen de warmte uit de afvoerlucht of afvoerwater hergebruikt. De afvoerlucht en het afvoerwater zelf worden naar buiten afgevoerd.

## Werking
De verse lucht van buiten wordt via een motor het gebouw ingezogen. Deze motor leidt de verse, koude lucht langs een speciaal apparaat, de zogenaamde warmtewisselaar, waar ook de afvoerlucht langs loopt. Dit apparaat brengt de warmte over van de afvoerlucht naar de verse lucht. Hierbij wordt vaak maar een deel van de gewenste temperatuur behaald, maar de afvoerlucht wordt wel koeler naar buiten gezogen. Bijvoorbeeld: als de verse buitenlucht -10,7 graden Celsius is en de afvoerlucht 21 graden Celsius, kan de warmtewisselaar de verse lucht voorverwarmen tot 17,7 graden Celsius en de afvoerlucht verkoelen tot 2,7 graden Celsius. De vers voorverwarmde lucht wordt alleen maar in de verblijfsgebieden geblazen, omdat men hier vaker verblijft dan bijvoorbeeld in de garage.
Ditzelfde principe wordt ook toegepast bij warm water, waarbij men een apparaat plaatst waar warm water noodzakelijk is. Vaak wordt de warmtewisselaar alleen geplaatst bij de douche (douchewarmtewisselaar). Warmteterugwinning bij ventilatie is alleen mogelijk bij mechanische ventilatie.